# Avengers Assemble: Flight Force
Avengers Assemble: Flight Force est un parcours de montagnes russes lancées situé au parc Walt Disney Studios, à Disneyland Paris, dans la zone thématique Avengers Campus. L'attraction a remplacé Rock 'n' Roller Coaster avec Aerosmith.

## Concept et création

### Remplacement deRock 'n' Roller Coaster avec Aerosmith
Peu de temps après l'acquisition de Disneyland Paris par la Walt Disney Company, la société annonce l'investissement de 2 milliards d'euros dans le Parc Walt Disney Studios. La phase 1 du projet comprend l'ajout de la zone thématique Avengers Campus, inspirée de l'univers des Avengers. Pour faire place à Avengers Assemble: Flight Force, la version française de Rock 'n' Roller Coaster avec Aerosmith ferme ses portes le 1er septembre 2019. Le 12 avril 2022, jour du 30e anniversaire de Disneyland Paris, le nom des montagnes russes a été annoncé.
L'attraction ouvre au public le 20 juillet 2022, en même temps que la zone Avengers Campus et que l'attraction Web Slingers: A Spider-Man Adventure. Dans les jours précédant l'inauguration, les attractions étaient déjà accessible à des invités, au personnel des parcs Disney, aux médias et aux abonnés du parc.

## L'attraction

### Synopsis
L'histoire prend place dans l'univers cinématographique Marvel. De multiples missiles Krees se dirigent vers la Terre, menaçant de la détruire. Tony Stark contacte les différents membres des Avengers mais seule Captain Marvel répond à son appel, les autres étant en mission. Bien que tentant de rejoindre la Terre au plus vite, elle n'arrivera probablement pas à temps. Dans son armure Iron Man, Tony Stark demande aux recrues (les visiteurs) de l'aider à gagner du temps, ne pouvant repousser l'assaut seul. Les nouvelles recrues doivent pour cela prendre place dans des hypersoniques, véhicules de la Flight Force, qui serviront de leurres aux missiles en attendant le renfort de Captain Marvel.

### Parcours
Avengers Assemble: Flight Force est un parcours de montagnes russes en intérieur. Le circuit est situé dans le bâtiment de l’attraction couvert par une immense façade circulaire perforée en aluminium. Des LED sont disposées derrière cette façade permettant de s'en servir comme d'un écran. Tout au long de la journée, l'intelligence artificielle nommée F.R.I.D.A.Y créée par Tony Stark interagit sur cet écran.
L'attraction inspirée par l'univers des Avengers propose aux visiteurs de faire équipe avec Iron Man et Captain Marvel pour sauver la Terre. Le parcours original de Rock 'n' Roller Coaster avec Aerosmith a été conservé. Il mesure 1 037 mètres de long, 24 mètres de haut et propose trois inversions. La vitesse maximum atteinte au cours du parcours est de 92 km/h. Le parcours est quasiment identique à celui de Xpress: Platform 13 à Walibi Holland. Les éléments décoratifs, effets spéciaux et la carrosserie des trains a été changée.
Le parcours dispose de plusieurs écrans LED et à projections. L'astuce est que les écrans sont réutilisés plusieurs fois pendant le parcours (exemple : l'écran où est projeté la Terre durant le roll-over est situé au niveau de la zone de freins où apparaisse Iron Man et Captain Marvel).
Cette attraction bénéficie du système Disney Premier Access.

### Distribution
Les deux principaux super-héros de l'attraction parlent chacun dans une langue différente afin de permettre une immersion pour les visiteurs francophones et anglophones : Brie Larson reprend physiquement et vocalement son rôle de Captain Marvel en langue anglaise, tandis que Iron Man apparaît uniquement en armure sans utilisation des traits de Robert Downey Jr., qui joue son rôle dans les films Marvel : il est ainsi interprété par le comédien Bernard Gabay, qui double le personnage dans les versions francophones.
- Bernard Gabay : Iron Man
- Brie Larson : Captain Marvel
- ? : F.R.I.D.A.Y

### Accueil du public et mise à jour
Lors de son ouverture, l'attraction reçoit de nombreuses critiques de la part des visiteurs. Il est reproché à cette nouvelle version d'être trop sombre, avec peu de décors et écrans dans sa partie show ride (l'aventure à bord du véhicule), créant un manque d'immersion pour cette aventure spatiale. En février 2023, Disneyland Paris annonce une mise à jour de l'attraction pour le printemps de cette même année, comprenant l'ajout d'effets lumineux durant la partie show ride. Il est également précisé que cette réhabilitation n'impliquera pas de fermeture de l'attraction pour les visiteurs du parc.